# Paulinów
Paulinów [pronunciación en polaco: /pau̯ˈlinuf/] es un pueblo ubicado en el distrito administrativo de Gmina Nałęczów, dentro del Condado de Puławy, Voivodato de Lublin, en Polonia oriental. Se encuentra aproximadamente a 7 kilómetros al noreste de Nałęczów, a 22 kilómetros al sureste de Puławy, y a 25 kilómetros al noroeste de la capital regional Lublin.